# Волосня (приток Чёрной)
Волосня — река в России, протекает в Гдовском районе Псковской области. Устье реки находится в 26 км по правому берегу реки Чёрной на границе с Псковским районом. Длина реки составляет 17 км.
Река протекает в болотистой местности. Населённых пунктов по берегам реки нет.

## Данные водного реестра
По данным государственного водного реестра России относится к Балтийскому бассейновому округу, водохозяйственный участок реки — Водные объекты бассейна оз. Чудско-Псковское без р. Великая. Относится к речному бассейну реки Нарва (российская часть бассейна).
Код объекта в государственном водном реестре — 01030000312102000027541.